# Campeonato Quirguistanês de Futebol
O Campeonato Quirguistanês de Futebol também chamado de "Vysshaja Liga" ou "Top Liga". é a principal competição de futebol do Quirquistão. Era organizada pelo Governo do país até o ano de 1991. Em 1992 foi criada a FFKR, que passou a organizar o campeonato do país. O campeonato dá ao campeão o direito de disputar competições internacionais organizadas pela AFC como a Copa dos Presidentes da AFC e a Copa da AFC.

## Lista dos Campeões a partir de 1992[2]
| Ano  | Campeão          | Cidade      |
| ---- | ---------------- | ----------- |
| 1992 | Alga             | Bishkek     |
| 1993 | Alga             | Bishkek     |
| 1994 | Kant-Oil         | Kant        |
| 1995 | Kant-Oil         | Kant        |
| 1996 | Metallurg        | Kadanjay    |
| 1997 | Dinamo           | Bishkek     |
| 1998 | CAG-Dinamo-MVD   | Bishkek     |
| 1999 | CAG-Dinamo       | Bishkek     |
| 2000 | SKA-PVO          | Bishkek     |
| 2001 | SKA-PVO          | Bishkek     |
| 2002 | SKA-PVO          | Bishkek     |
| 2003 | Jashtyk Ak Altyn | Kara-Su     |
| 2004 | Dordoi           | Bishkek     |
| 2005 | Dordoi           | Bishkek     |
| 2006 | Dordoi           | Bishkek     |
| 2007 | Dordoi           | Bishkek     |
| 2008 | Dordoi           | Bishkek     |
| 2009 | Dordoi           | Bishkek     |
| 2010 | Neftchi          | Kochkor-Ata |
| 2011 | Dordoi           | Bishkek     |
| 2012 | Dordoi           | Bishkek     |
| 2013 | Alay             | Osh         |
| 2014 | Dordoi           | Bishkek     |
| 2015 | Alay             | Osh         |
| 2016 | Alay             | Osh         |
| 2017 | Alay             | Osh         |
| 2018 | Dordoi           | Bishkek     |

## Títulos por equipe
| Equipe           | Títulos | Anos dos Títulos                                                             |
| ---------------- | ------- | ---------------------------------------------------------------------------- |
| Dordoi           | 13      | 2004, 2005, 2006, 2007, 2008, 2009, 2011, 2012, 2014, 2018, 2019, 2020, 2021 |
| Alay             | 4       | 2013, 2015, 2016 e 2017                                                      |
| SKA-PVO          | 3       | 2000, 2001 e 2002                                                            |
| CAG-Dinamo       | 2       | 1998 e 1999                                                                  |
| Kant-Oil         | 2       | 1994 e 1995                                                                  |
| Alga             | 2       | 1992 e 1993                                                                  |
| Metallurg        | 1       | 1996                                                                         |
| Dinamo           | 1       | 1997                                                                         |
| Jashtyk Ak Altyn | 1       | 2003                                                                         |
| Neftchi          | 1       | 2010                                                                         |